# 澤爾卡利卡
50°56′57″N 33°26′14″E / 50.94917°N 33.43722°E
傑爾卡利卡（烏克蘭語：Дзеркалька）是位於烏克蘭東北部的村莊，由蘇梅州羅姆內區的赫梅利夫市鎮負責管轄。該村處於比什金河畔，分別距離蘇利米和2公里，海拔高度166米，2001年人口488。